# Kelter (Niederhofen)

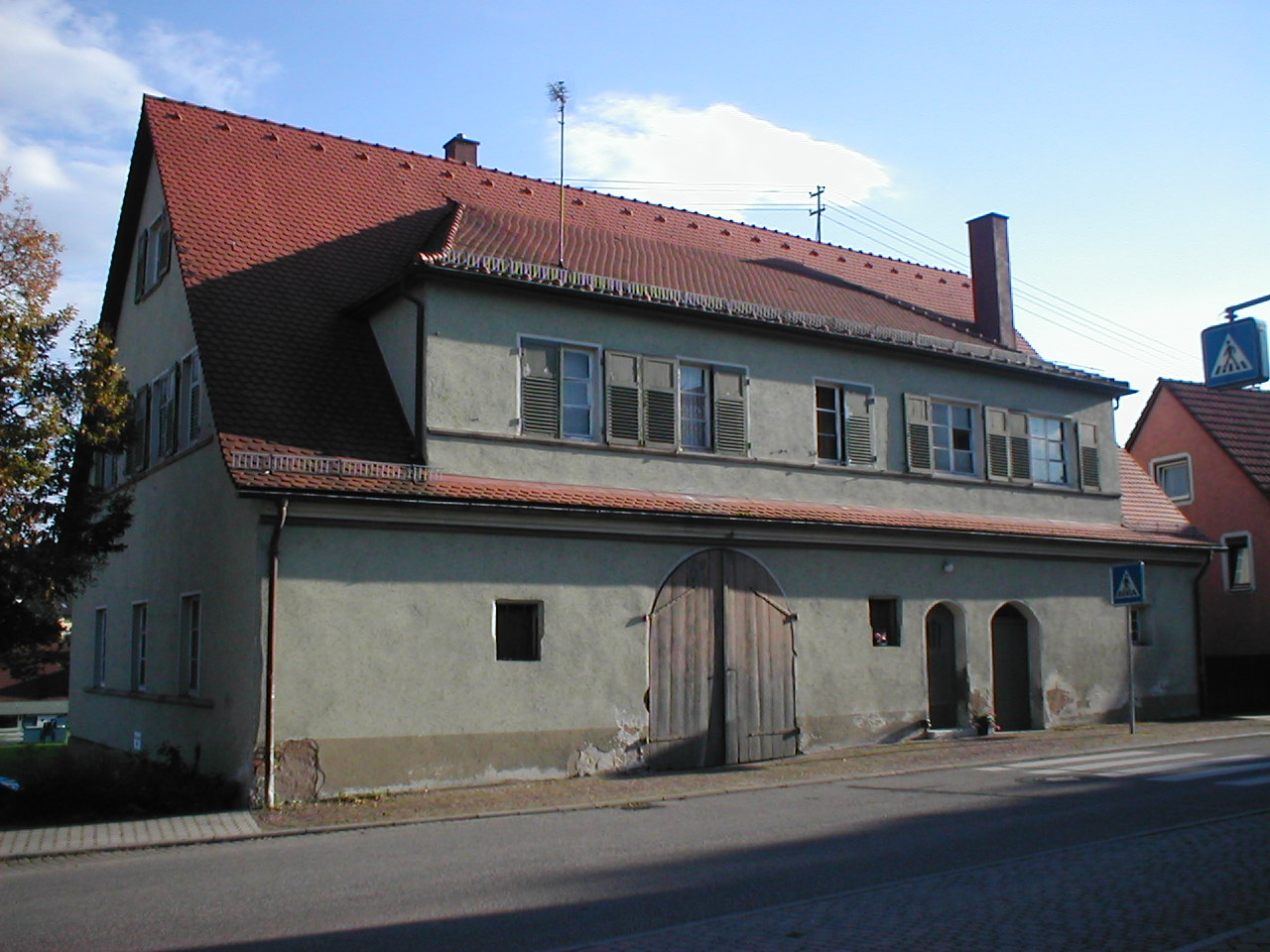
Kelter in Niederhofen (2006)

Die Kelter in Niederhofen, einem Ortsteil der Gemeinde Schwaigern im Landkreis Heilbronn in Baden-Württemberg, wurde im 19. Jahrhundert errichtet. Das ehemalige Keltergebäude an der Zabergäustraße 1 ist ein geschütztes Kulturdenkmal. 
Der eingeschossige, verputzte Bau mit traufseitiger, rundbogiger Toreinfahrt und Zwerchhaus wird von einem Schleppdach abgeschlossen. 
Das Gebäude wird durch die Umbaumaßnahme um 1925 geprägt, welche dem Gebäude eine Wohnnutzung zuführte.